# Элеонора Екатерина Пфальц-Цвейбрюкен-Клеебургская
Элеонора Екатерина Пфальц-Цвейбрюкен-Клеебургская (17 мая 1626 — 3 марта 1692) — шведская принцесса, родная сестра короля Швеции Карла X Густава, двоюродная сестра королевы Швеции Кристины. Титулярная королевская принцесса Швеции после воцарения её брата Карла X в 1654 году. В браке с ландграфом Гессен-Эшвеге Фридрихом (1617—1655) была ландграфиней Гессен-Эшвеге; регент после его смерти (1655—1692).

## Биография
Элеонора родилась во дворце Стегеборг в Эстергётланде, Швеция, в семье шведской принцессы Катарины и Иоганна Казимира, графа Пфальца из Цвайбрюккен-Клеебурга. Её мать была старшей сводной сестрой шведского короля Густава Адольфа и первым ребёнком короля Карла IX. Её родители были троюродными братом и сестрой. Они жили в Швеции с 1622 года, а Элеонора и её братья и сёстры, в том числе её сестра Мария Ефросинья, росли в Швеции как приёмные братья и сёстры их двоюродной сестры, королевы Швеции Кристины. Элеонора была всего на семь месяцев старше Кристины и у неё был тот же учитель, Иоганн Маттион.
Переговоры о её браке с ландграфом Гессен-Эшвеге Фридрихом, сыном Морица, ландграфа Гессен-Кассельского, начались в 1643 году. Ландграф был троюродным братом обоих её родителей и на девять лет старше её. Переговоры были сложными, но в конце концов они завершились успехом в июне 1646 года. Отец выделил ей придание в 20 тысяч гульденов. Брак состоялся во дворце Три короны в Стокгольме 6 сентября 1646 года.
После свадьбы Элеонора «на коленях» призналась своему мужу, что у неё был роман с французским лютнистом и актёром по имени Бешон из французского придворного театра Антуана де Болье, и что она носит его ребёнка. Фридрих решил сделать вид, будто ничего не произошло, чтобы избежать скандала. Бешон написал сочинение Элеоноре, которое отправил ей вместе с письмом от 28 февраля 1647 года, но она передала его своему брату; этот документ в настоящее время хранится в коллекции Стегеборга. В 1648 году она назвала главную фрейлину королевы Маргариту Браге своей «самой дорогой защитницей», вероятно потому, что Маргарита Браге защищала её, когда та родила бастарда.
Брак был несчастливым. Фридрих участвовал в войне своего деверя в Польше, где был застрелен в 1655 году. Элеонора больше не выходила замуж. Она была слишком опозорена скандалом с Бешоном, чтобы вернуться к шведскому двору, поэтому предпочла жить в своих владениях Остерхольце, где она открыла аптеку и наняла первого учителя и доктора в городе. Элеонора была управляющей и регентом владений своего мужа. Она отправила свою дочь Юлиану воспитываться при королевском дворе Швеции, где её прочили в жёны Карлу XI, пока она не забеременела в 1672 году. Элеонора несколько раз посещала Швецию: в 1661 году, в 1674 году и в 1681 году; во время своего визита в 1674 году Лоренцо Магалотти описал её как «злую, тщеславную, странную, гордую и меланхоличную женщину», которая проводила бо́льшую часть времени в благочестивых молитвах.
Элеонора умерла в Остерхольце, Бремен (современная Германия), и была похоронена в Altstädter Kirche («Старая городская церковь») в Эшвеге, где сейчас стоит Marktkirche («Рыночная церковь»).

## Дети
У Элеоноры Екатерины было шестеро детей:
- Маргарита (1647)
- Кристина (1649—1702), замужем за Фердинандом Альбрехтом I Брауншвейг-Бевернским (1636—1687)
- Елизавета (1650—1651)
- Юлиана (1652—1693), замужем за Жаком Маршаном, бароном Лилиенбургским (1656—1703)
- Шарлотта (1653—1708), замужем за Августом Саксен-Вейсенфельским (1650—1674), сыном герцога Августа Саксен-Вейсенфельского (1614—1680), затем за Иоганном Адольфом Бентгейм-Текленбургским (1637—1704), развод в 1693
- Фридрих (1654—1655), наследный принц Гессен-Эшвеге